# سریلکا موکرجی
سریلکا موکرجی (انگلیسی: Sreelekha Mukherji) هنرپیشه اهل هند است. وی در سال ۱۹۸۹ برنده جایزه ملی فیلم بهترین بازیگر زن شده‌است.